# Trycheln

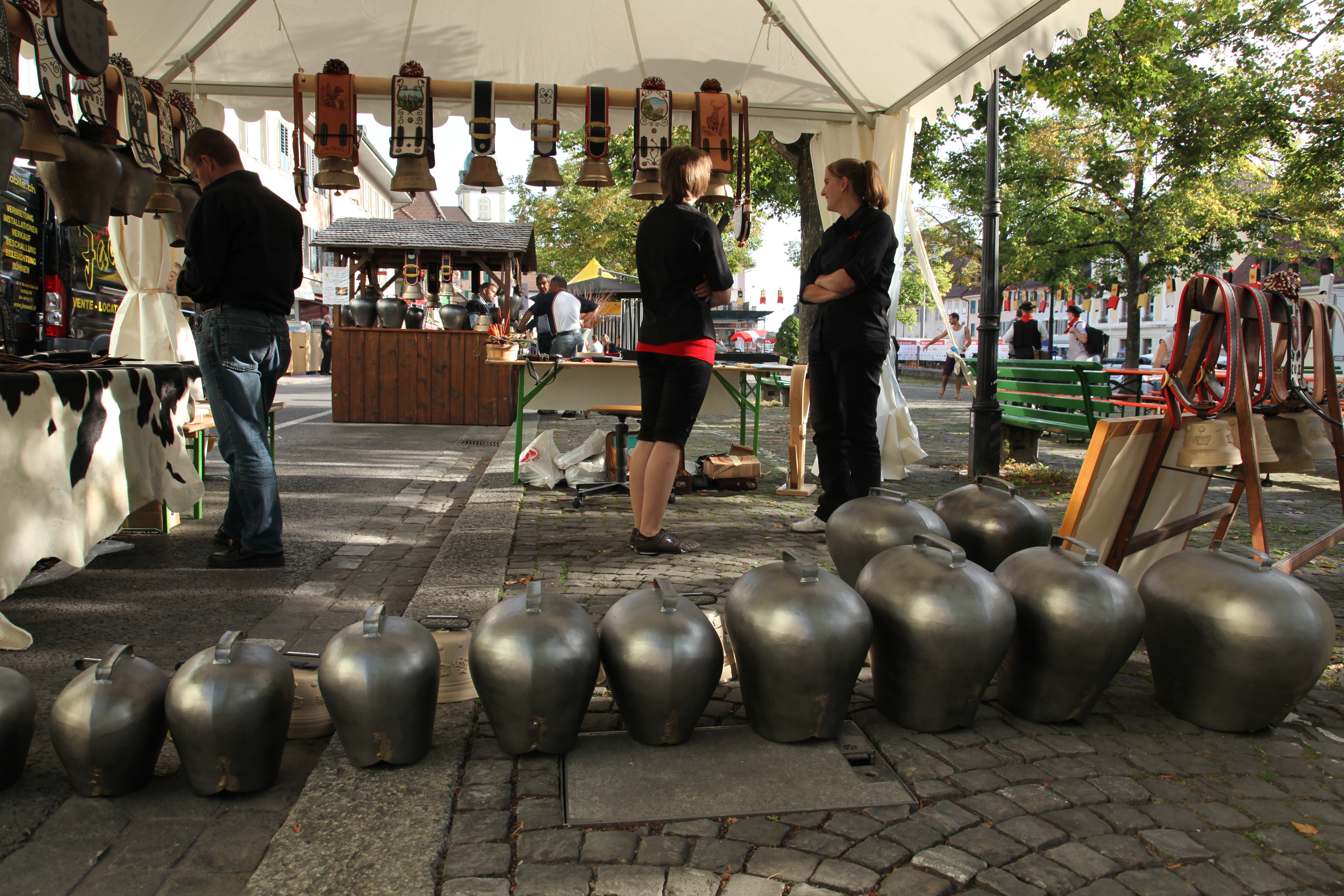
Trycheln in verschiedenen Grössen und Tonhöhen

Trycheln ([ˈtriːçəln], schweizerdeutsch [ˈtriːχlə]; auch Trychlen, Tricheln, Treicheln, Treichlen, Trychlä, Tringele, Trinkele) ist ein schweizer(hoch)deutsches Wort für «Vieh-/Kuhglocken, -schellen» (dialektal schweizerdeutsch in Singular und Plural Trychle u. ä.). Als Tätigkeit bezeichnet das Trycheln einen Brauch, der in verschiedenen Ausprägungen im nördlichen Alpenraum anzutreffen ist. Als Beispiele sollen hier einige Varianten vorgestellt werden.

## Trychle versus Glocke

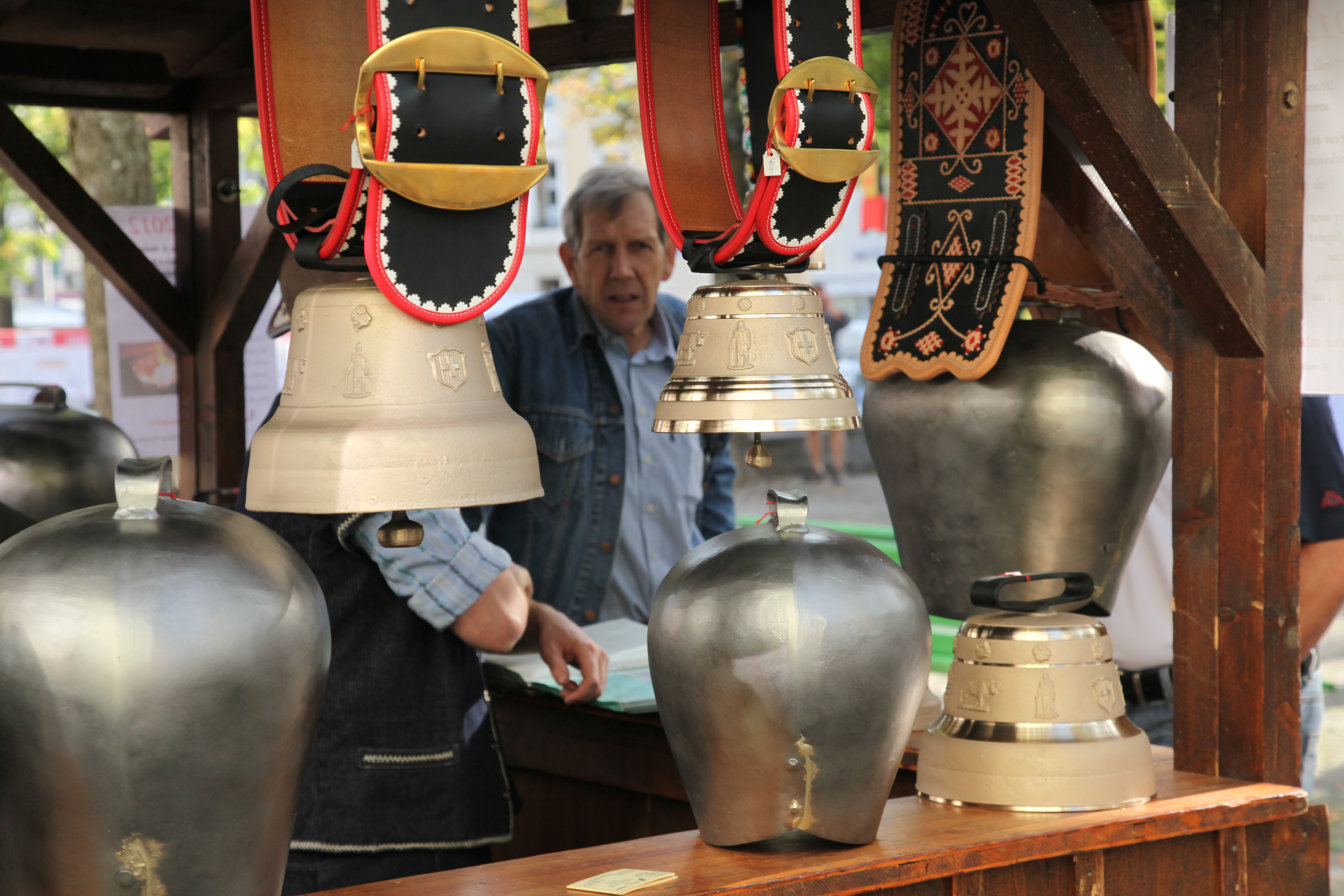
Treichlen und Glocken

Eine Trychle oder Treichle besteht immer aus gehämmertem Blech. Im Unterschied dazu besteht eine Glocke aus gegossenem Metall. Der Trychelklang wird dadurch scheppernder als Glockenklang; allerdings ist eine Trychle durch diese Bauweise auch wesentlich leichter als eine Glocke gleicher Tonhöhe und darum auch einfacher über längere Strecken zu tragen.

## Wortherkunft
Das Substantiv höchstalemannisch Trychle [ˈtriːχlə] bzw. hochalemannisch Trinkle, Tringg(e)le, Tringele, Treichle [ˈtrɪŋkχlə], [ˈtrɪŋk(ə)lə], [ˈtrɪŋələ], [ˈtreɪχlə] kommt nur im äussersten Südwesten des deutschen Sprachgebiets vor (Südschwarzwald sowie deutschsprachige Schweiz ohne deren Nordosten) und bedeutet Herdenglocke bzw. Viehglocke. Das Wort ist seit dem frühen 16. Jahrhundert gut bezeugt, ein noch älteres Diminutiv drinkilken ist aus althochdeutscher Zeit belegt; die ursprüngliche Herkunft bleibt jedoch unklar. Die Variantik der Lautung reflektiert das Staubsche Gesetz. Zu sprachlichen und kulturgeschichtlichen Einzelheiten siehe den Wortartikel Trinkelen im Schweizerischen Idiotikon.

## Haslitaler Trycheln

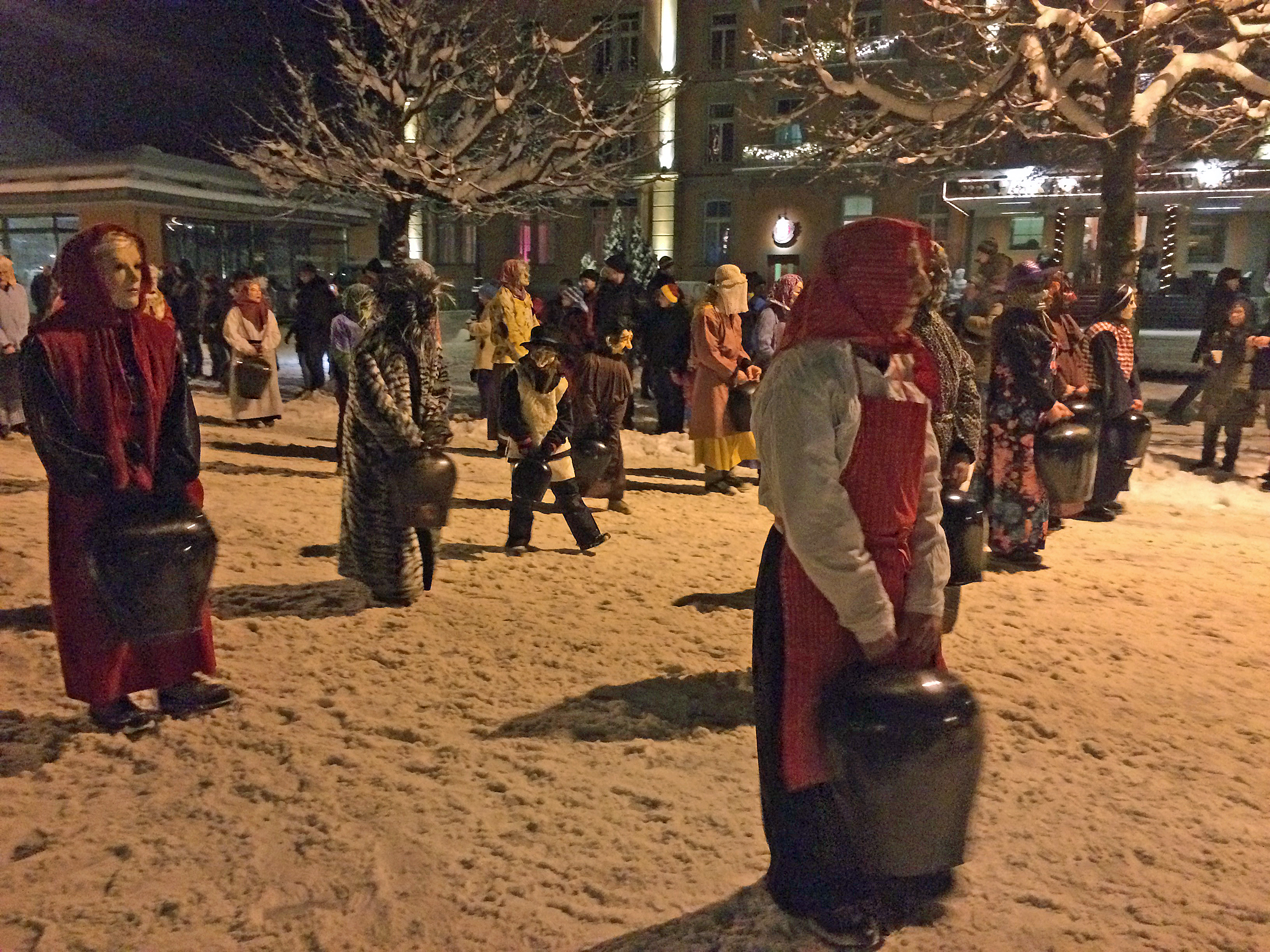
Trychler beim Ubersitz in Meiringen, Schweiz

Alljährlich werden im Haslital Trommeln geschlagen und grosse Viehglocken und Schellen geläutet, um in den längsten Nächten des Jahres die bösen Geister zu verscheuchen. Die Altjahrswoche erstreckt sich vom 26. Dezember bis zum letzten Arbeitstag des Jahres, der Ubersitz (Übersitz) genannt wird und nicht auf einen Sonntag fallen darf. Während der Trychelwoche kommen aus den umliegenden Dörfern des Haslitals Trychelzüge nach Meiringen. Nach dem Abmessen der Glocken, die nach Grösse und Klang geordnet werden, setzt sich der Trychelzug in Bewegung und trychelt in langsamem Gleichschritt stundenlang die Gassen Meiringens auf und ab, wobei zum Teil Trommler vorneweg den Takt schlagen. Am Ubersitz, dem Höhepunkt der Woche, verkleiden sich viele Trychler. In einem Zug befindet sich ein als Schnabelgeiss bezeichnetes, giraffenähnliches Mitglied, dessen Rolle im Erschrecken der Zuschauer besteht. In manchen Zügen befindet sich auch ein sogenanntes «Huttewybli» (‚Weibchen mit Hutte‘), das schwer gekrümmt unter der Last ihres, in der Hutte (Rückentragkorb) sitzenden Mannes durch die Gassen läuft und den Weg für die Trychelzüge frei bahnt. Bei den Eisenbolgnern, welche ihre Masken ausschliesslich aus Naturmaterialien herstellen, läuft das so genannte Wurzelmandli voraus und macht dem Zug den Weg frei. Wenn ein Trychelzug in ein Restaurant geht, wird getrychelt, bis alle Trychler im Restaurant sind, was einen ohrenbetäubenden Lärm erzeugt. Das Trycheln ist eine Tradition, zu der jeweils zahlreiche Touristen die Strassenränder säumen.

## Einsiedeln

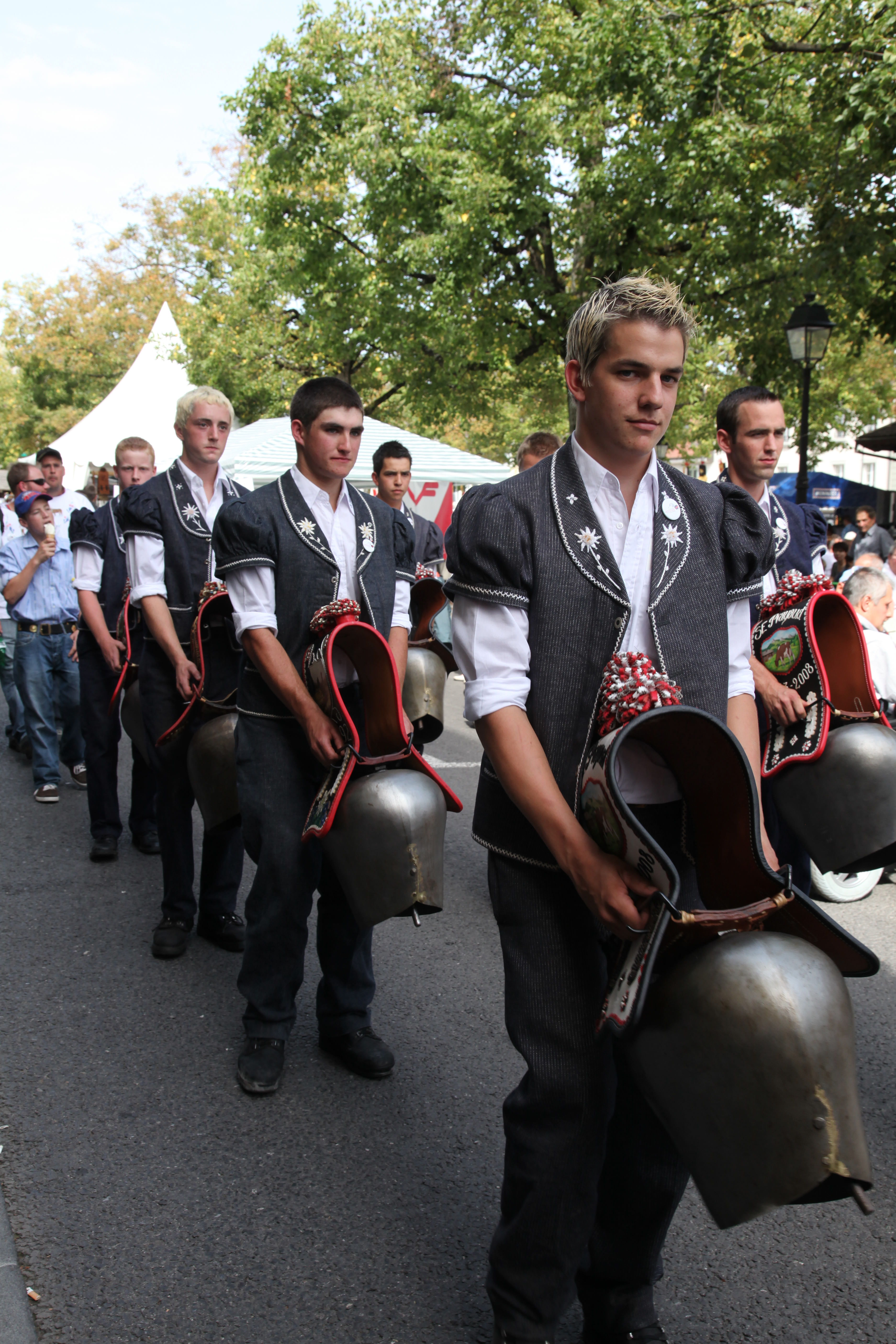
11. Eidgenössisches Scheller- und Trychlertreffen in Bulle, Schweiz (2011)

In Einsiedeln ist das Trycheln an der Fasnacht gebräuchlich. Dabei binden sich die Trychler eine Schelle mittels breitem Lederriemen um den Bauch. Die Trychel wird auf dem Rücken getragen, deswegen spricht man im Dialekt auch von sogenannten «Füdlitrycheln». In Gruppen marschieren die Trychler durch das Dorf, wo sie die Trychel im rhythmischen Gleichklang ertönen lassen. Zu sehen ist dieses Brauchtum am Dreikönigstag, am Schmotzigen Donnerstag, am Güdelmontag (Rosenmontag) und Fasnachtsdienstag. In diesem Zusammenhang sei hier auf die Fasnachtsfiguren «Trichler», «Ustrichler» und «Johee» verwiesen.

## Ägerital
Im Ägerital wird vor allem während dem Brauch des Chlauseslä getrychelt. Der Samichlaus, der die Kinder an den Vorabenden des St. Nikolaus-Tages 6. Dezember besucht, wird von Iffeln, Trychlern und Geisslä-Chlöpfern begleitet. Während dem 4. und 5. Dezember sind im Raum Ägeri zwölf Gruppen (alles unverheiratete Männer)  mit bis 40 Trychlern unterwegs.
Alle 6 Jahre gibt es einen grossen Umzug, an welchem sich alle Gruppen präsentieren.

## Weitere Verwendung
Ganz allgemein werden Trychlen als Klanginstrument bei den verschiedensten Gelegenheiten in weiten Teilen der Schweiz verwendet. Ohne hier auf regionale Festlichkeiten und Bräuche einzugehen, sind dies: Eidgenössisches Scheller- und Trychlertreffen, Festumzüge aller Art, St. Nikolaus/Samichlaus, Silvester (nach altem und neuem Kalender), Fasnacht, Sportanlässen usw.

### Freiheitstrychler ab 2020
Während der COVID-19-Pandemie traten sogenannte «Freiheitstrychler» bei Demonstrationen gegen Corona-Massnahmen an verschiedenen Orten in der Schweiz und vereinzelt im Ausland auf. Der Grossteil von ihnen soll aus dem Kanton Schwyz stammen.

## Nachweise
1. ↑  Schweizerisches Idiotikon, Band XIV, Spalten 1183–1189, Artikel Trinkelen I, anschliessend Spalten 1189–1198 zahlreiche Zusammensetzungen und Ableitungen.
2. ↑  Freiheitstrychler kassieren Anzeige in Österreich. In: Blick.ch, 14. Februar 2022; Hier beobachten Freiheitstrychler die Krawalle in Brüssel. In: NAU.ch, 25. Januar 2022.
3. ↑  Curdin Vincenz: Mit Trycheln und Mythen gegen den Bundesrat. In: SRF.ch, 11. September 2021.
4. ↑  David Sarasin: Kuhglocken gegen Massnahmen – Wie die «Freiheitstrychler» zum Maskottchen der Corona-Demos wurden. In: Tages-Anzeiger. 30. April 2021, abgerufen am 30. August 2021.